# 홀리 브리슬리

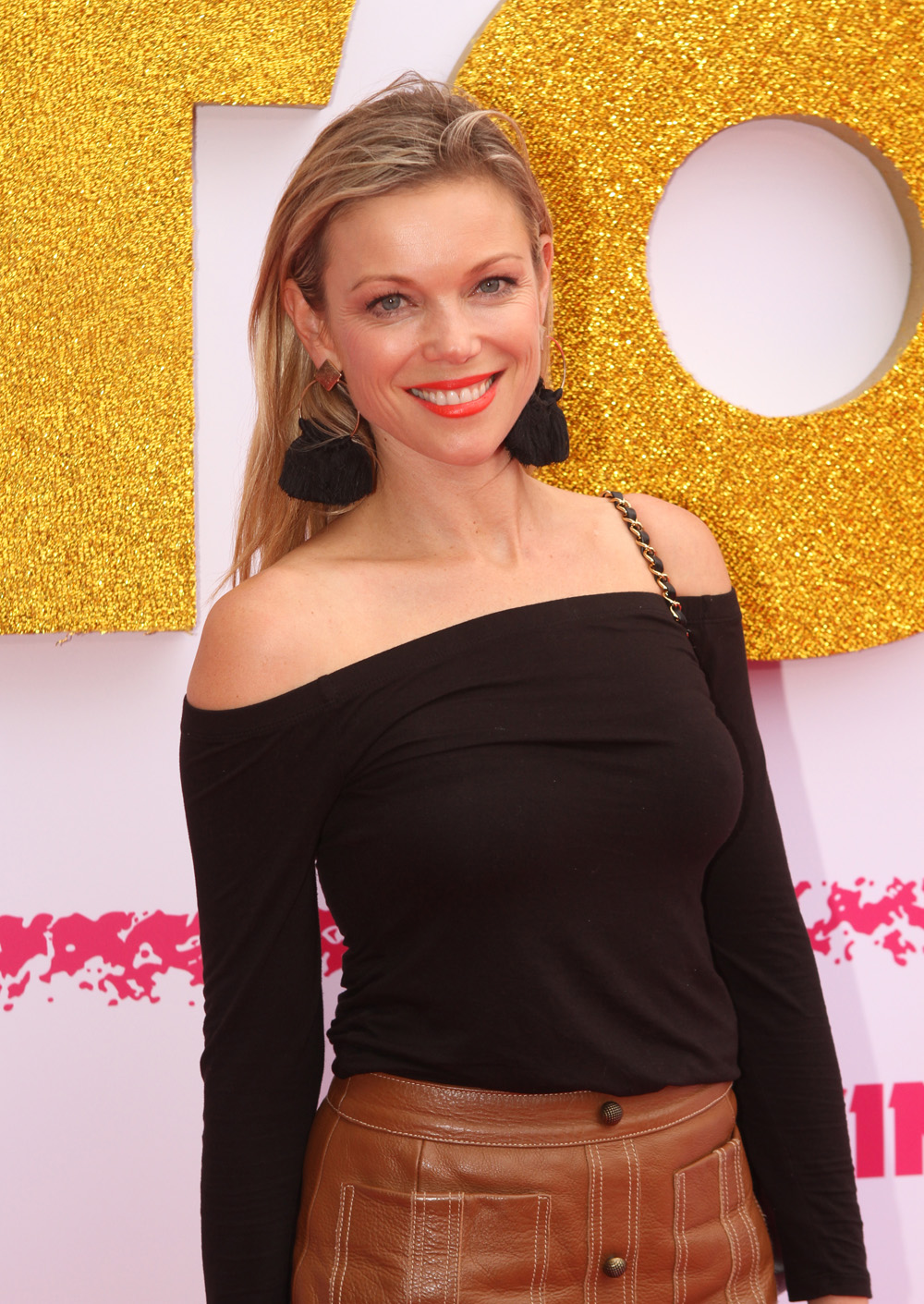

홀리 브리슬리(Holly Brisley, 1978년 1월 11일 ~ )는 오스트레일리아의 배우, 모델, 영화배우이다.
애들레이드에서 태어났다.

## 영화
- 신밧드와 미노타우르스의 대결전 (2011년) - 타라 역
- 더 크롭 (2004년)
- 인어 자매 이야기 (2003년)
- 크레이지 록스타 (2002년) - 스칼렛 역
- 터뷸런스 4 (2000년)
- 위험 지대 (1994년)
- 홈 앤 어웨이 (1988년) - 아만다 베일 역